# NGC 1987
NGC 1987 est un amas ouvert situé dans la constellation de la Table. Cet amas est situé dans le Grand Nuage de Magellan. Il a été découvert par l'astronome britannique John Herschel en 1834.

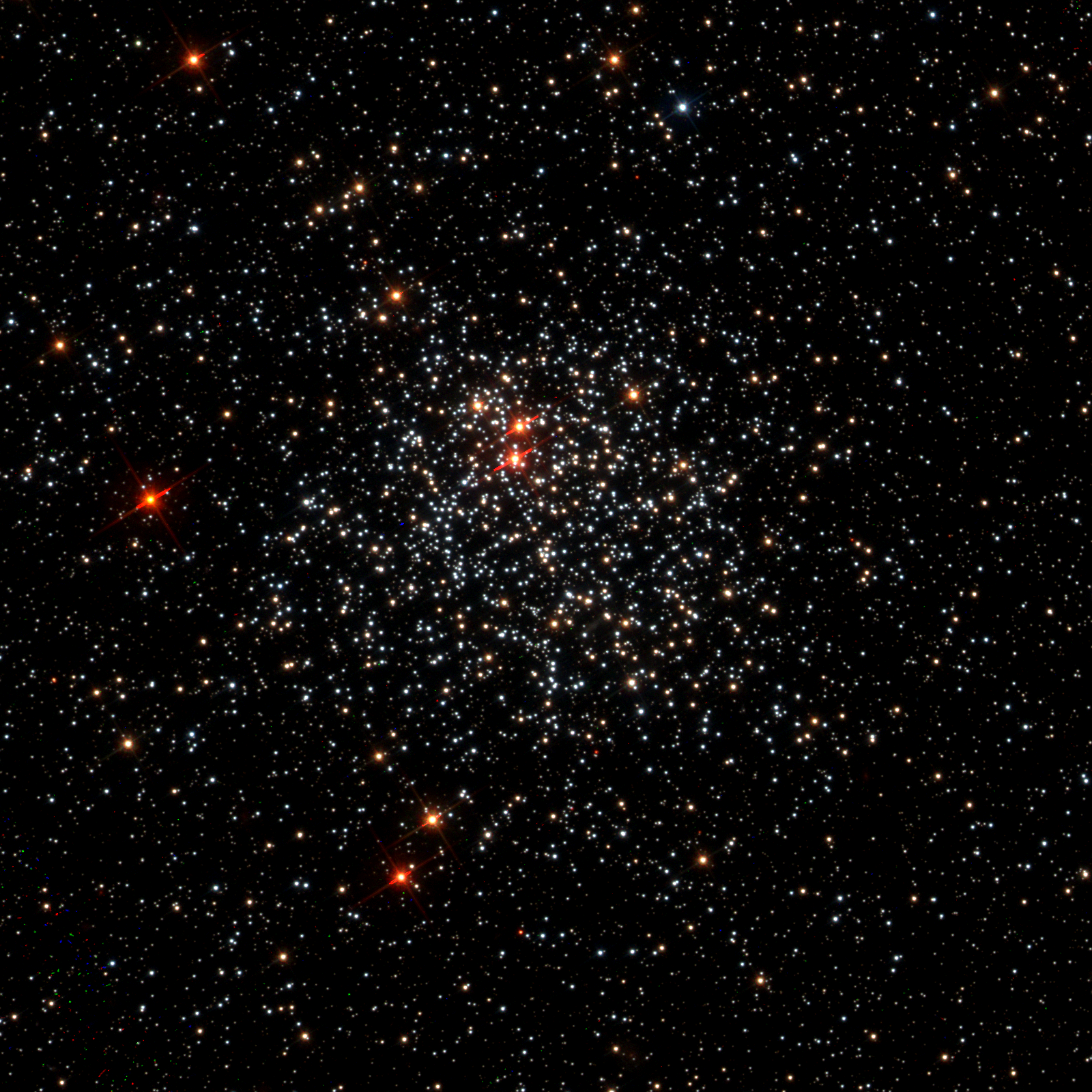
NGC 1987 par le télescope spatial Hubble.

À ce jour, cinq mesures non basées sur le décalage vers le rouge (redshift) donnent une distance de 0,047 ± 0,000 Mpc (∼153 000 al).